# Åkroken, Nyköping

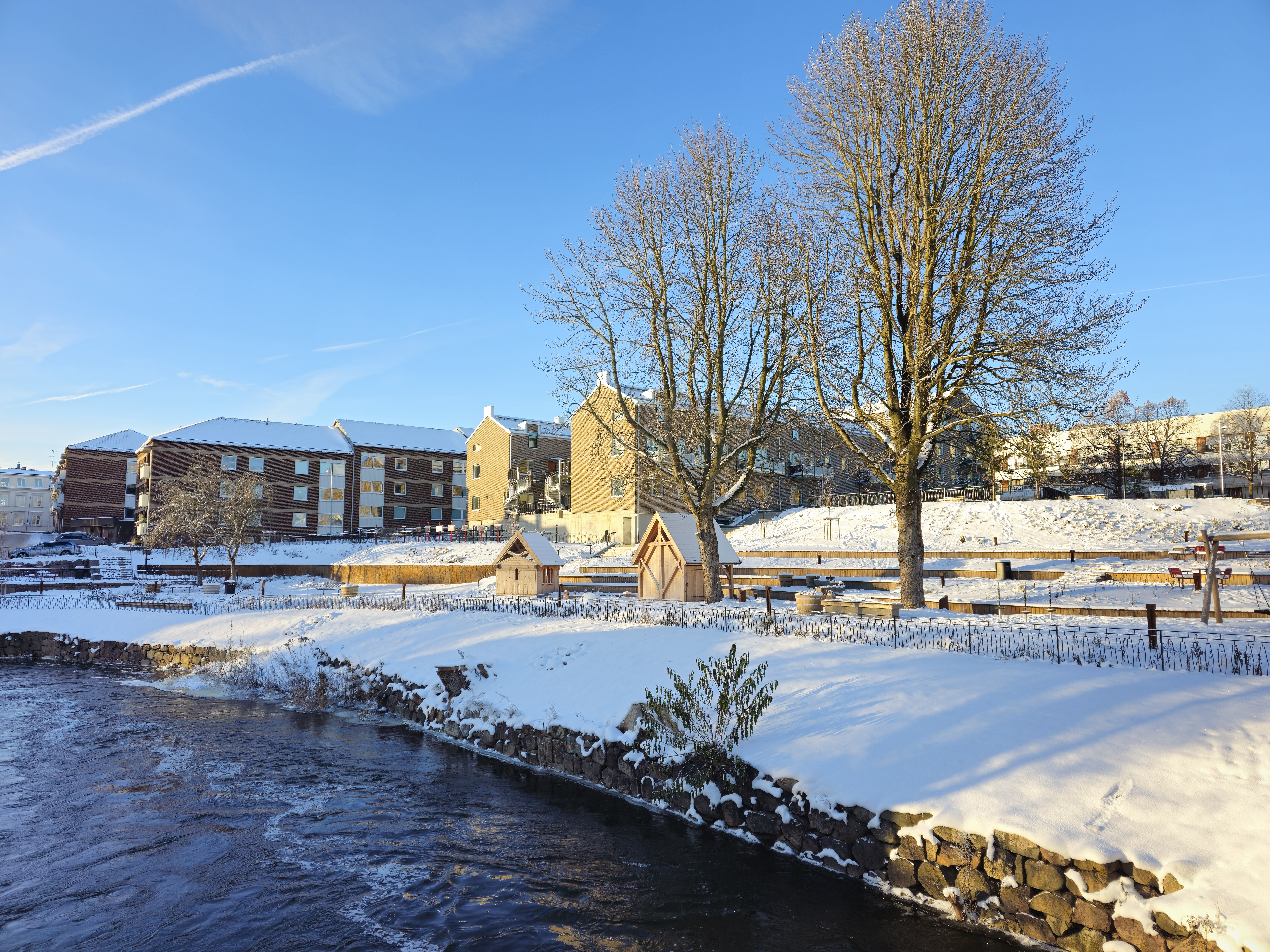
Åkroken i december 2023.

Kvarteret Åkroken är ett kvarter beläget centralt i Nyköping, där Nyköpingsån gör en skarp krök. Kvarteret ligger vid Västra Kvarngatan, mellan Slottsgatan och Behmbrogatan.
Kvarteret har terrasser i olika nivåer som inrymmer ett lägenhetshus, torg, park med information om platsens historia, samt en lekpark med träbyggnader och båtar i en stil som för tankarna till vikinga- och medeltid.

## Historia
De äldsta spåren av bebyggelse inom det som senare blev kvarteret Åkroken är resterna av ett antal båthus. Båthusen har uppförts vid mitten av 600-talet och stod kvar på platsen fram till mitten av 1000-talet. En tid därefter, omkring 1100 har bebyggelse etablerats på platsen, både bostadshus och hantverkshus har uppförts på platsen. Till en början förefaller bebyggelsen ha varit glesare men tätnar efterhand.

### Medeltid, 1260–1350
Efter jordskredet som skedde under mitten av 1200-talet gjorde man stora markarbeten ned mot ån samt ut i vattnet. Hantverksbodar, förråd och magasin byggdes och en ny kaj för stadens hamn. Längst ner vid ån byggdes en terrasserad kajkant i sten.
Stora Torget anlades inom Åkrokens område under 1200-talet. Här låg stadens rådhus, men det har inte legat inom kvarteret. En liten del av det som kallas "Stadtskellar tompt" alltså rådhuskällarens tomt har kommit Ett stort stenhus uppfördes på 1580-talet i Åkroken 4, ett hus som blev kvar tills det förstördes i samband med stadsbranden 1665. En ny stadsplan antogs 1647 i Nyköping, vilken innebar att det gamla torget skulle flyttas. Det har dock varit oklart hur mycket av planen som hann genomföras innan stadsbranden 1665. Helt klart hade dock torget börjat bebyggas. Suecia antiqua et hodierna avbildar fyra stenbyggnader inom Åkroken, åtminstone två av dessa uppförda i slutet av 1600-talet påträffades i samband med utgrävningarna 2011. Efter rysshärjningarna 1719 uppfördes huvudsakligen trähusbebyggelse i området. En kaj kallad "Båthbrÿggian" fanns utefter ån i Åkroken 4. Under 1960- och 1970-talet revs större delen av bebyggelsen i kvarteren. Bebyggelsen på Åkroken 2 var först att rivas på 1960-talet för att förvandlas till parkeringsplats. Bebyggelsen i Åkroken 1 och 5, huvudsakligen från 1700-talet revs 1970, varpå området främst användes som parkmark. I Åkroken 3 fanns sex byggnader, där familjen Santesson sedan början av 1900-talet bedrivit kemtvätt och färgeri. Stora timmerhuset i korsningen Västra Kvarngatan och Behmbrogatan hade en kort tid på 1720-talet fungerat som Nyköpings rådhus. Byggnaderna här revs 1973.

### 1900-tal
På 1900-talet planerade kommunen ett annex till stadshuset och nästan alla hus revs i kvarteret. Samtidigt försvann den sista delen av Rådhusgränd som tidigare sträckt sig genom kvarteren Rådhuset och Åkroken från Stora torget ned till Nyköpingsån. Planerna ändrades dock. I dag har kvarteret åter bebyggts med en ny park och bostäder.

### Arkeologiska utgrävningar

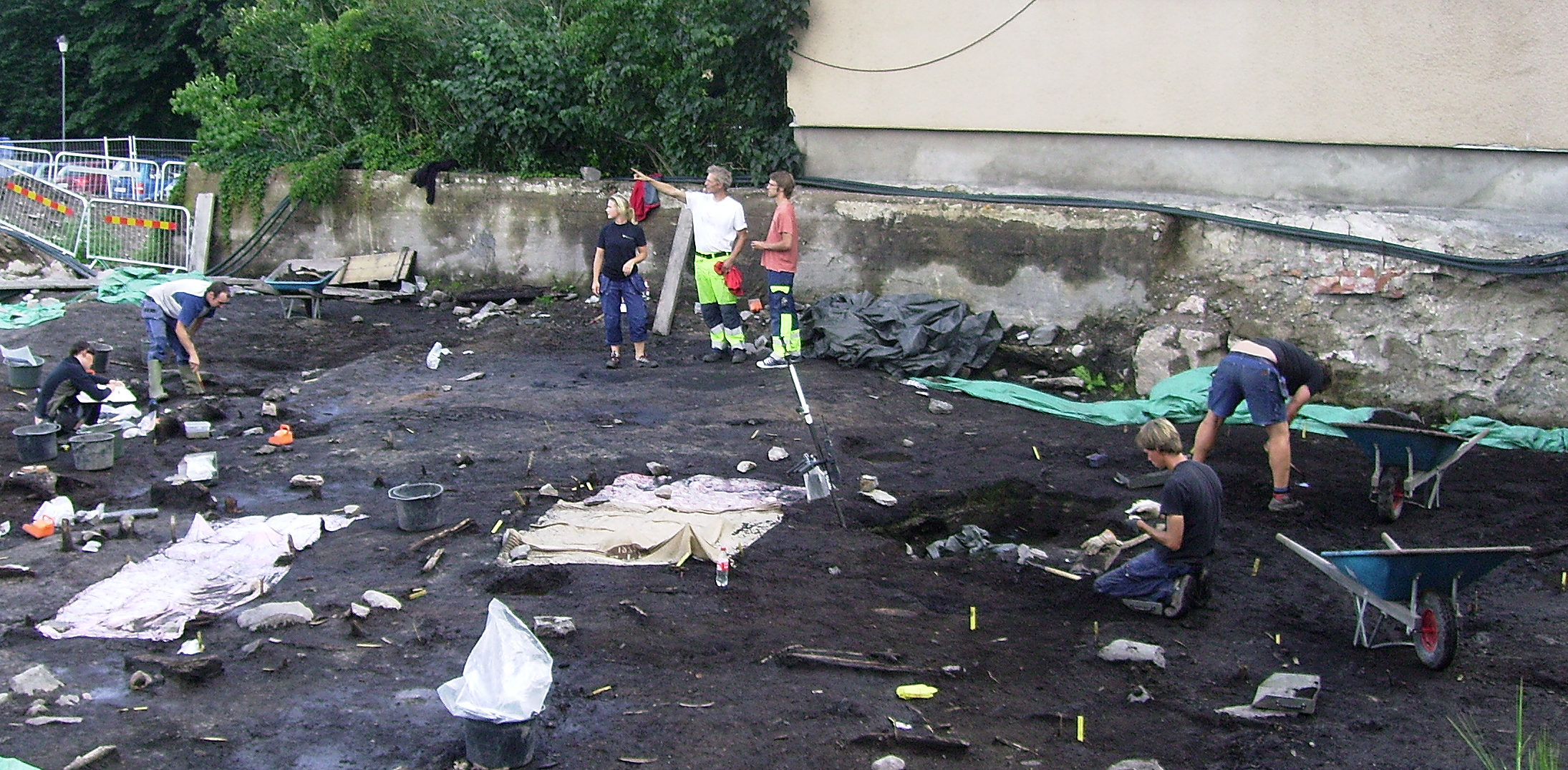
Utgrävningarna vid Åkroken, 2010–2011.

Det gjordes en av de största arkeologiska utgrävningarna 2010 till 2011 av Nyköpings kommun i samarbete med Sörmlands museum. Genom fynden, kombinerade med tidigare undersökningar, bilder, kartor, brev och bevarade dokument, kan man få en mera fullständig och levande bild av platsens historia. I kvarteret finns röda informationsskyltar som beskriver platsens historia.